# Südostkap

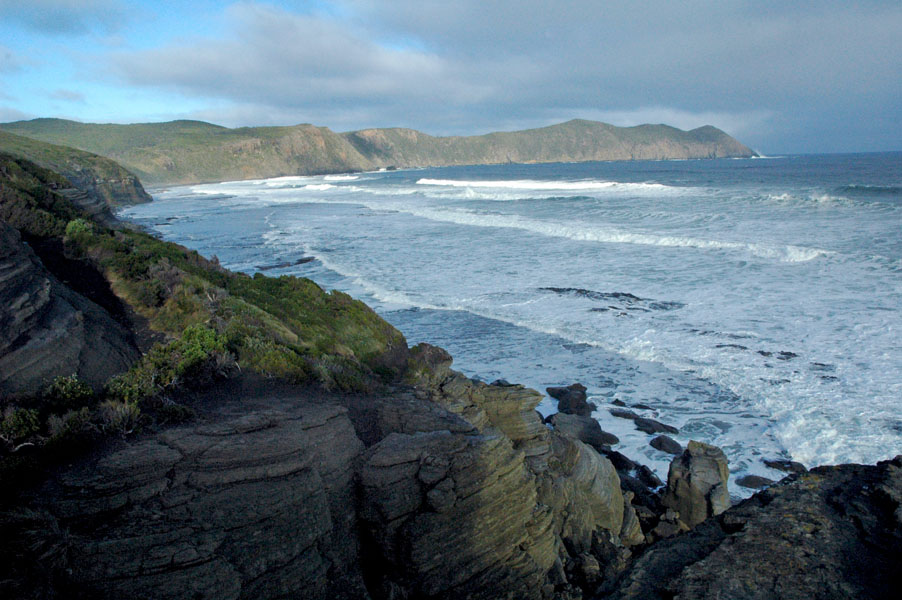
Das Südostkap von Westen

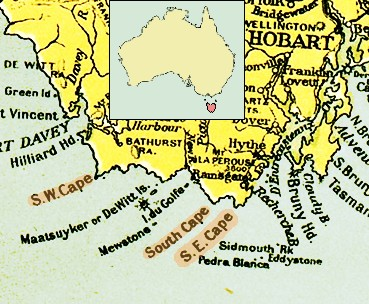
Das Südostkap („S. E. Cape“) an der Südküste Tasmaniens (Karte von 1916)

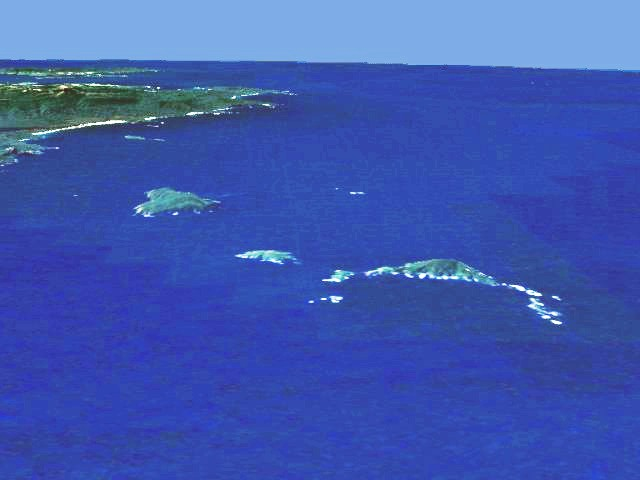
Das Südostkap von Westen jenseits der Maatsuykerinseln (aus Satellitendaten erstelltes Bild)

Das Südostkap (engl. South East Cape) ist der südlichste Punkt von Tasmanien und damit zugleich der südlichste Punkt des australischen und tasmanischen Festlandes gemeinsam.

## Umgebung und Zugänglichkeit
Das Südostkap liegt auf einer felsigen, unbewohnten Halbinsel auf dem Verwaltungsgebiet der Gemeinde Huon Valley, die das Gebiet der ganzen tasmanischen Südküste umfasst. Das Kap ist der östlichste Punkt eines weitgehend in Westsüdwest-Ostnordost-Richtung verlaufenden Küstenstreifens im Süden Tasmaniens, dessen westlichster Punkt das ca. 65 Kilometer entfernte Südwestkap (South West Cape) ist. Jenseits der beiden Kaps biegt die Küstenlinie nach Nordosten bzw. Nordwesten ab. Unmittelbar im Westen des Südostkaps schließt sich die Südkapbucht (South Cape Bay) an, die nach dem Südkap (South Cape) benannt ist, das – etwa zehn Kilometer Luftlinie vom Südostkap entfernt – ihr Westende einfasst. Noch etwas weiter westlich, zirka 14 Kilometer vom Südostkap entfernt, erstreckt sich die Ostgrenze des Southwest-Nationalparks, des größten australischen Nationalparks.
Nächster Ort ist Cockle Creek, das zirka 8,5 Kilometer Luftlinie im Nordosten des Kaps in der Recherche-Bucht (Recherche Bay) liegt und der südlichste Punkt Tasmaniens ist, der über Straßen zugänglich ist. Von Cockle Creek führt ein Wanderweg zum Südostkap. Fortgeschrittene Kanuten können außerdem entlang der – allerdings als relativ gefährlich geltenden – Küste zum Kap paddeln.

## „Südlichster Punkt Australiens“ und „Ozeangrenze“
Das Kap wird oft als „südlichster Punkt Australiens“ bezeichnet. Das trifft allerdings nur für das australische und tasmanische Festland zu. Mehrere Inseln, die zum australischen Hoheitsgebiet gehören, liegen südlicher als das Südostkap. Dazu gehören zum einen mehrere dem Festland nahe tasmanische Inseln: Etwa 45 Kilometer im Westen des Kaps befinden sich vor der tasmanischen Küste die Maatsuyker-Inseln (mit den unmittelbar südwestlich vorgelagerten Needle Rocks), die zum Teil weiter nach Süden reichen als das Kap, sowie die Felsinsel Mewstone, die sogar zirka 11 Kilometer weiter südlich gelegen ist als das Südostkap. Im Osten des Südostkaps ragt eine kleine Gruppe von Felsinseln über das Wasser, von denen Pedra Branca (Koordinaten: 43°51′36″ S, 146°58′28″ O) fast 24 Kilometer weiter südlich als das Südostkap liegt. Zum anderen sind die australischen Inseln zu nennen, die weit entfernt vom Festland liegen: Die südlichste Insel Australiens ist die Macquarieinsel (Koordinaten: 54°30' S, 158°57' O), die nicht nur erheblich weiter im Osten, sondern auch 1.236 Kilometer weiter im Süden liegt als das Südostkap; die Macquarieinsel gehört zur gleichen tasmanischen Gemeinde wie das Südostkap (Huon Valley). Darüber hinaus beansprucht Australien einen Teil der Antarktis (siehe Gebietsansprüche in der Antarktis).
Das Südostkap wird außerdem manchmal als gedachter Grenzpunkt zwischen Indischem Ozean und Pazifik im Süden Australiens angesehen. Beispielsweise werden als Rekordzeiten für die Durchquerung des Indischen Ozeans zum Teil die Zeiten für das Zurücklegen der Strecke zwischen dem südafrikanischen Kap der Guten Hoffnung und dem australischen Südostkap gemessen.

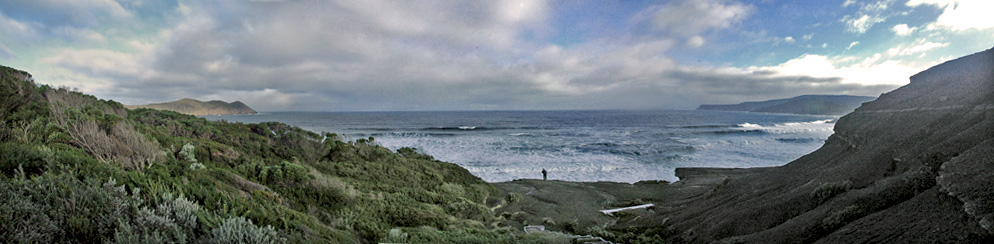
Panorama der Südkapbucht nach Südwesten: Links das Südostkap, rechts die Landzunge Soldier Buff hinter einer unbenannten Landzunge (das Südkap jenseits von Soldier Buff ist nicht zu sehen)